# 方丹贝朗热
方丹贝朗热（法語：Fontaine-Bellenger，法語發音：[fɔ̃tɛn bɛlɑ̃ʒe]）是法国厄尔省的一个市镇，属于莱桑德利区。

## 地理
方丹贝朗热（49°11'8"N, 1°15'39"E）面积4.96 平方千米，位于法国诺曼底大区厄尔省，该省份为法国北部内陆省份，北起滨海塞纳省，西接奧恩省和卡爾瓦多斯省，南至厄尔-卢瓦省，东临瓦兹省、瓦兹河谷省和伊夫林省。
与方丹贝朗热接壤的市镇（或旧市镇、城区）包括：阿基尼、阿伊、厄德布维尔、勒瓦勒达泽、三湖镇。

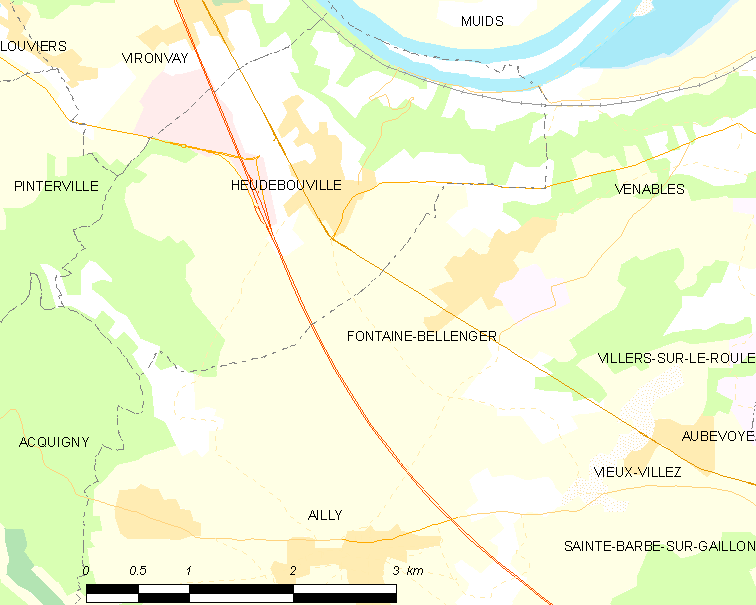
方丹贝朗热的OSM定位图

方丹贝朗热的时区为UTC+01:00、UTC+02:00（夏令时）。

## 行政
方丹贝朗热的邮政编码为27600，INSEE市镇编码为27249。

## 政治
方丹贝朗热所属的省级选区为加永县。

## 人口

1962-2008年间方丹贝朗热人口变化图示

方丹贝朗热于2022年1月1日时的人口数量为1089人。